# Сент-Катаринс
Сент-Ка́таринс (англ. Saint Catharines) — город в Канаде, в провинции Онтарио, в 51 км к югу от Торонто, вблизи границы с США. Тринадцатый по величине населённый пункт провинции. Население — 131 989 жителей (на 2006 год, перепись), с пригородами — 390 317. Площадь 96 км.

## История
Поселение было основано лоялистами в 1780-х годах. Впервые появилось на географических картах в 1808 году, будучи названным в честь супруги местного предпринимателя Роберта Гамильтона — Кэтрин Гамильтон. Наряду с лоялистами в Сент-Катаринсе поселилось и множество освобождённых американских рабов. К середине XIX века чернокожие составляли 13 % от местного населения. В 1876 году Сент-Катаринс получил статус города.
Выгодное географическое положение привело к стремительному росту Сент-Кэтринса. Здесь сложилась благоприятная среда для ведения торговли. В городе функционируют два завода «General Motors». Девиз на гербе города гласит: «Производство и щедрость». Сент-Кэтринс официально прозван «Городом-садом», так как примерно 4 км² его площади занимают парки и сады.

## Демография
Более 70 % населения — потомки выходцев с Британских островов. Остальные — немцы, франкоканадцы, итальянцы. Чернокожие и индейцы составляют 2 % и 1,6 % от населения соответственно. 21 % жителей города родилось за пределами Канады. 
В 1998 году Сент-Катаринс был назван первым в рейтинге канадских городов по количеству людей с избыточным весом (57 %). В 2008 году он занял четвёртое место, несмотря на то, что показатели излишнего веса по городу увеличились за десять лет на 12 %.

## Образование
Крупнейший вуз — Брокский университет — был основан в 1964 году.

## Известные жители
Уроженцами Сент-Катаринса являются:
- Линда Евангелиста — топ-модель,
- Фредерик Стип — футболист,
- Брайан Маккейб — хоккеист,
- Эндрю Питерс — хоккеист.

Другие известные жители:
- Фостер, Норман (драматург) — драматург и почётный гражданин города. В честь него с 2016 г. проводится театральный фестиваль имени Нормана Фостера.

## Города-побратимы
- Порт-оф-Спейн, Тринидад и Тобаго